# جيمس بيل (جندي)
جيمس بيل (بالإنجليزية: James Bell)‏ هو جندي أمريكي، ولد في 1 يوليو 1845 في مقاطعة أنترم في المملكة المتحدة، وتوفي في 1 يونيو 1901 في شيكاغو في الولايات المتحدة.